# O Tannenbaum, du trägst ein’ grünen Zweig

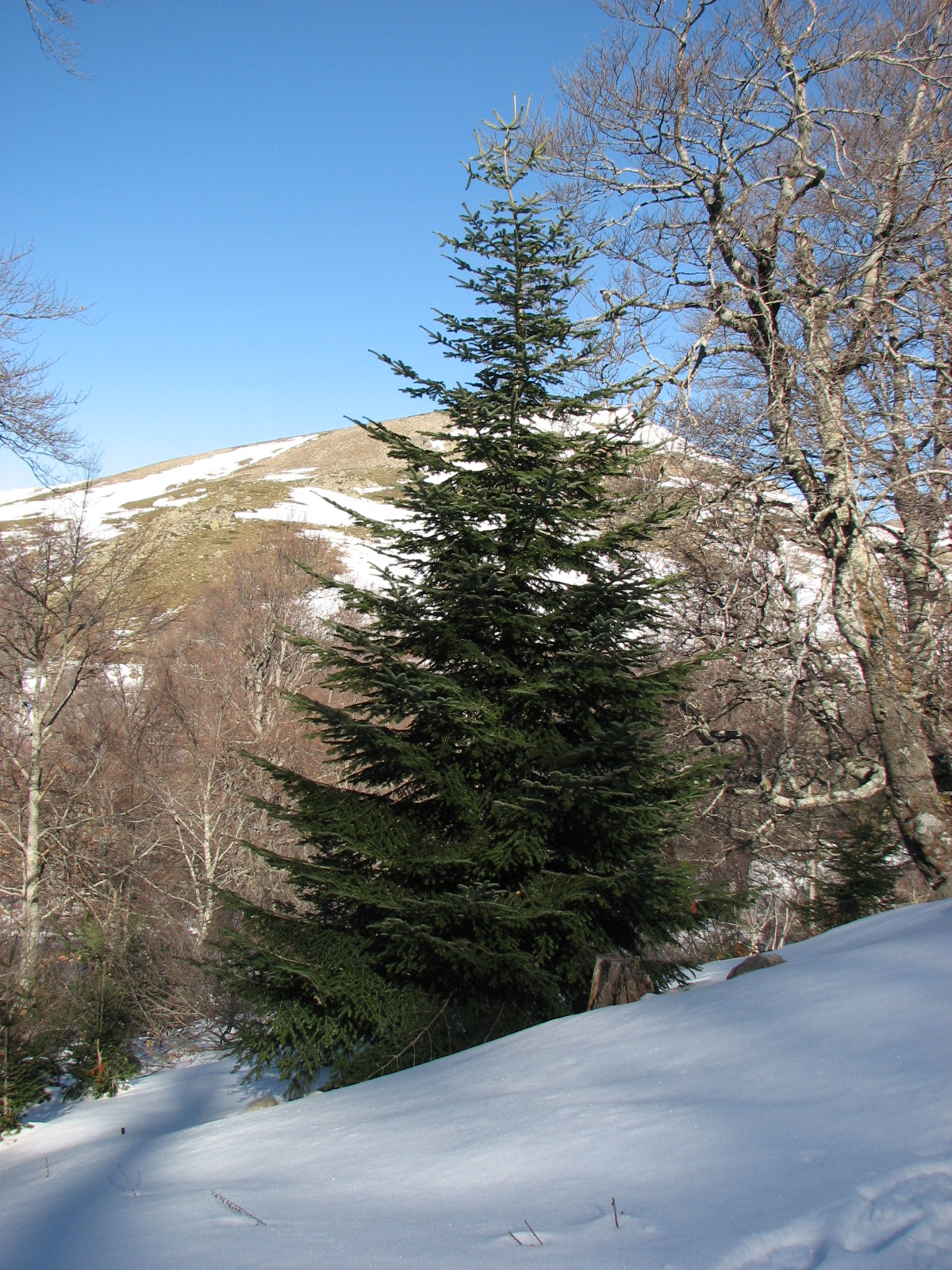
Tannenbaum im Winter

O Tannenbaum, du trägst ein’ grünen Zweig ist ein deutschsprachiges Volkslied, das 1812 erstmals mit der heutigen Melodie in Westfalen aufgezeichnet wurde und in jüngerer Zeit als Weihnachtslied rezipiert wird.
Die Melodie des Liedes gilt als „eine der schönsten Moll-Melodien“ im Volksliedbereich.

## Melodie und Text
| Niederdeutscher Text | Hochdeutscher Text |
| --- | --- |
| ‚O Dannebom, o Dannebom, du drägst ’ne grönen Twig, den Winter, den Sommer, dat doert de leve Tit.‘ 1 ‚Worum schold ick 2 nich grönen, da ick 2 noch grönen kann, ick hebb nich Vader un Moder, de mi versorgen kann. Und de mi kann versorgen, dat is de leve Gott, de leet mi waßen un grönen, drum bin ick 2 slank 3 und grot.‘ | O Tannenbaum, o Tannenbaum, du trägst ein’ grünen Zweig, den Winter, den Sommer, das dau’rt die liebe Zeit. Warum sollt’ ich nicht grünen, da ich noch grünen kann? Ich hab’ nicht Vater noch Mutter die mich versorgen kann. Und der mich kann versorgen, das ist der liebe Gott, der lässt mich wachsen und grünen, drum bin ich stark und groß. |

## Geschichte
Ältere Vorlagen, die in ähnlicher Text- und auch Melodieform die Tanne als immergrünen Baum besingen, sind seit dem 16. Jahrhundert als Tanz- und Gesellschaftslieder überliefert. Ein Fragment des Textes ist in dem Lied Es hing ein Stallknecht seinen Zaum nachgewiesen, das als Fliegendes Blatt zwischen 1550 und 1580 gedruckt wurde und in das Ambraser Liederbuch von 1582 Aufnahme fand:
O Tanne! du bist ein edler Zweig,

Du grünest Winter und die liebe Sommerzeit.

Wenn alle Bäume dürre sein,

So grünest du, edles Tannenbäumelein.
Die älteste Melodie ist 1590 (ohne Text) in einem handschriftlichen Lautenbuch von David Sammenhaber enthalten. 1615 zitierte Melchior Franck einen Ausschnitt daraus in seinem Fasciculus quodlibeticus. Weitere unterschiedliche Text- und Melodiefassungen sind aus dem Odenwald (Neunkirchen), Schlesien, dem Kuhländchen sowie aus dem Chiemgau überliefert.
Seit Beginn des 19. Jahrhunderts ist eine verstärkte Rezeption des Textes in Volksliedsammlungen zu verzeichnen. Eine schlesische Textfassung wurde 1802 in der Neuen Berlinischen Monatschrift veröffentlicht. Büsching und von der Hagen druckten einen Teil des Textes mit veränderter Schreibung 1807 nach. Clemens Brentano übersetzte die zweistrophige Fassung ins Hochdeutsche und nahm sie in den 1808 erschienenen dritten Band des Knaben Wunderhorn auf.
| schlesisch | Wunderhorn |
| --- | --- |
| Der Tannenbaum O Tonnabaum! o Tonnabaum! Du bist a edles Reis! Du grunest in dem Winter, Os wie zur Summerzeit. – „Worum soll ich ne gruna, Do ich noch gruna kånn? Ich ho wed’r Våter noch Mutter, Di mich versorga kånn.“ – | Tannebaum O Tannebaum, o Tannebaum! Du bist ein edles Reis! Du grünest in dem Winter, Als wie zur Sommerszeit! Warum sollt ich nit grünen, Da ich noch grünen kann? Ich hab kein Vater, kein Mutter, Der mich versorgen kann. |

Ludwig Uhland machte den Text zur Grundlage eines Liebesgedichts als Teil seines 1812 veröffentlichten Dramenfragments Schildeis:
O Tannenbaum, du edles Reis!

Bist Sommer und Winter grün.

So ist auch meine Liebe,

Die grünet immerhin.

O Tannenbaum! doch kannst du nie

In Farben freudig blühn.

So ist auch meine Liebe,

Ach! ewig dunkel grün.
Auf denselben Vorlagen basiert auch das heute weitaus bekanntere Weihnachtslied O Tannenbaum von August Zarnack (1820) und Ernst Anschütz (1824).
Mit seiner heute bekannten Melodie wurde das Lied erstmals 1812 von August von Haxthausen in der Gegend von Paderborn mit niederdeutschem Text aufgezeichnet. Andreas Kretzschmer druckte es 1838 im ersten Band der Deutschen Volkslieder nach. Dieselbe Melodie findet sich in Alexander Reifferscheids Westfälischen Volksliedern (1879). Allerdings stimmt nur die erste Strophe des ebenfalls niederdeutschen Textes mit der Fassung von 1812 überein. Der weitere, von Franz Magnus Böhme später als „läppisch“ charakterisierte Text wurde durch zwei andere Strophen ersetzt. Die zweite Strophe weist große Ähnlichkeiten mit der Wunderhorn-Fassung von 1808 auf und stellt möglicherweise eine Rückübersetzung ins Niederdeutsche dar. Die dritte Strophe mit geistlichem Anklang scheint in dieser Fassung zum ersten Mal gedruckt zu sein. Der heute in den meisten Gebrauchsliederbüchern gedruckte hochdeutsche Text entspricht dieser Fassung.
Mit der zunehmenden Verbreitung der Tanne als Weihnachtsbaum im 19. Jahrhundert wurde das Lied als Weihnachtslied interpretiert, wozu auch der geistliche Bezug in der jüngeren dritten Strophe beitrug.